# Scheldeprijs 2010
De 98e editie van de Scheldeprijs werd gehouden op 7 april 2010. De 189 deelnemers moesten een parcours van 205,4 kilometer van Antwerpen naar Schoten afleggen. De wedstrijd maakte deel uit van de UCI Europe Tour, met de categorie 1.HC. De Amerikaan Tyler Farrar won de wedstrijd in een massasprint, voor de Australiër Robbie McEwen en Robert Förster uit Duitsland.

## Uitslag
| Plaats  | Naam                | Ploeg                           | Tijd     |
| ------- | ------------------- | ------------------------------- | -------- |
| Winnaar | Tyler Farrar        | Garmin-Transitions              | 4u28'51" |
| 2       | Robbie McEwen       | Katusha                         | z.t.     |
| 3       | Robert Förster      | Milram                          | z.t.     |
| 4       | Greg Henderson      | Sky                             | z.t.     |
| 5       | Wouter Weylandt     | Quickstep-Innergetic            | z.t.     |
| 6       | Enrico Rossi        | Ceramica Flaminia-Bossini Docce | z.t.     |
| 7       | Kris Boeckmans      | Topsport Vlaanderen-Mercator    | z.t.     |
| 8       | Jimmy Casper        | Saur-Sojasun                    | z.t.     |
| 9       | Lloyd Mondory       | AG2R La Mondiale                | z.t.     |
| 10      | Alexander Kristoff  | BMC                             | z.t.     |
| 11      | Kenny Dehaes        | Omega Pharma-Lotto              | z.t.     |
| 12      | Danilo Hondo        | Lampre-Farnese Vini             | z.t.     |
| 13      | Michael Van Staeyen | Topsport Vlaanderen-Mercator    | z.t.     |
| 14      | Roy Sentjens        | Milram                          | z.t.     |
| 15      | Mark Renshaw        | HTC-Columbia                    | z.t.     |
| 16      | Romain Feillu       | Vacansoleil                     | z.t.     |
| 17      | Baptiste Planckaert | Landbouwkrediet                 | z.t.     |
| 18      | Tom Boonen          | Quickstep-Innergetic            | z.t.     |
| 19      | Graeme Brown        | Rabobank                        | z.t.     |
| 20      | Javier Aramendia    | Euskaltel-Euskadi               | z.t.     |
|         |                     |                                 |          |
| 26      | Kenny van Hummel    | Skil-Shimano                    | z.t.     |

Mannen: 1907 · 1908 · 1909 · 1910 · 1911 · 1912 · 1913 · 1914 · 1915 · 1916 · 1917 · 1918 · 1919 · 1920 · 1921 · 1922 · 1923 · 1924 · 1925 · 1926 · 1927 · 1928 · 1929 · 1930 · 1931 · 1932 · 1933 · 1934 · 1935 · 1936 · 1937 · 1938 · 1939 · 1940 · 1941 · 1942 · 1943 · 1944 · 1945 · 1946 · 1947 · 1948 · 1949 · 1950 · 1951 · 1952 · 1953 · 1954 · 1955 · 1956 · 1957 · 1958 · 1959 · 1960 · 1961 · 1962 · 1963 · 1964 · 1965 · 1966 · 1967 · 1968 · 1969 · 1970 · 1971 · 1972 · 1973 · 1974 · 1975 · 1976 · 1977 · 1978 · 1979 · 1980 · 1981 · 1982 · 1983 · 1984 · 1985 · 1986 · 1987 · 1988 · 1989 · 1990 · 1991 · 1992 · 1993 · 1994 · 1995 · 1996 · 1997 · 1998 · 1999 · 2000 · 2001 · 2002 · 2003 · 2004 · 2005 · 2006 · 2007 · 2008 · 2009 · 2010 · 2011 · 2012 · 2013 · 2014 · 2015 · 2016 · 2017 · 2018 · 2019 · 2020 · 2021 · 2022 · 2023 · 2024 · 2025
Vrouwen: 2021 · 2022 · 2023 · 2024 · 2025